# Joint Intelligence Center
Das Joint Intelligence Center (JIC) ist eine im Juli 2020 aufgestellte militärische Dienststelle der Bundeswehr in Grafschaft-Gelsdorf in der Philipp-Freiherr-von-Boeselager-Kaserne.

## Auftrag
Das JIC ist das zentrale Element der Leistungserbringung des Militärischen Nachrichtenwesens auf der operativen Führungsebene. Die Gesamtsteuerung des Aufklärungsprozesses obliegt dem JIC. Es steuert den Teilbereich Nachrichtenmanagement in den Streitkräften und erstellt auf Basis der Teillagen der Dimensionen eine streitkräftegemeinsame, bewertete Militärische Nachrichtenlage. Weiterhin steuert es in der Funktion des National Collection Managers den Teilbereich Joint Intelligence,
Surveillance and Reconnaissance in den Streitkräften. Das JIC koordiniert im Auftrag des Bundesministeriums der Verteidigung die Zusammenarbeit und den Informationsaustausch des Militärischen Nachrichtenwesens über Schnittstellen mit den nationalen Akteuren des Systems Militärisches Nachrichtenwesen und internationalen Partnern.

## Organisation
Das JIC ist Teil des Kommandos Cyber- und Informationsraum. Es umfasst den Anteil Intelligence Requirements Management & Collection Management (IRM & CM), der Steuerungsfunktionen wahrnimmt. Dazu gehört auch das National Watch Center (NWC), welches eine Ansprechbarkeit rund um die Uhr für das System Militärisches Nachrichtenwesen gewährleistet und den nationalen Beitrag zum NATO Allied Command Operations Indications and Warning Construct leistet. 
Mit dem Anteil Production stellt das JIC die Lagebearbeitung und Analyse sicher.
Das Land Intelligence Centre im Kommando Heer hat ein Verbindungskommando Militärisches Nachrichtenwesen Heer zum JIC.

## Leitung
Seit September 2023 ist Achim Werres Director Joint Intelligence Center/J2 der Bundeswehr.

## Geschichte
Das JIC ging aus der Abteilung J2 des Stabes Kommando Strategische Aufklärung hervor. Im Mai 2020 wurde der Probebetrieb aufgenommen und zwei Monate später die anfängliche Einsatzfähigkeit hergestellt. Im Sommer 2021 wurde das JIC der Abteilung Operation des Kommandos Cyber- und Informationsraum unterstellt.